# Haute Soule : massif de la Pierre Saint-Martin
Haute Soule : massif de la Pierre Saint-Martin este o arie protejată (arie de protecție specială avifaunistică — SPA) din Franța întinsă pe o suprafață de 18.312 ha, integral pe uscat.

## Localizare
Centrul sitului Haute Soule : massif de la Pierre Saint-Martin este situat la coordonatele 43°01′40″N 0°45′19″W / 43.02782°N 0.75526°V.

## Înființare
Situl Haute Soule : massif de la Pierre Saint-Martin a fost declarat arie de protecție specială avifaunistică în baza directivei 79/409 din 1979 referitoare la conservarea păsărilor sălbatice pentru a proteja 24 de specii de animale.

## Biodiversitate
Situată în ecoregiunile alpină și atlantică, aria protejată nu include niciun habitat protejat.
La baza desemnării sitului se află mai multe specii protejate de  păsări (24): minunița (Aegolius funereus), acvilă de munte (Aquila chrysaetos), buha (Bubo bubo), caprimulg (Caprimulgus europaeus), șerpar (Circaetus gallicus), erete vânăt (Circus cyaneus), porumbel de scorbură (Columba oenas), ciocănitoare cu spate alb (Dendrocopos leucotos), ciocănitoarea de stejar (Dendrocopos medius), ciocănitoare neagră (Dryocopus martius), presură de grădină (Emberiza hortulana), șoim călător (Falco peregrinus), zăgan (Gypaetus barbatus), vulturul pleșuv sur (Gyps fulvus), acvilă pitică (Hieraaetus pennatus), Lagopus mutus pyrenaicus, sfrâncioc roșiatic (Lanius collurio), gaia neagră (Milvus migrans), gaia roșie (Milvus milvus), vultur egiptean (Neophron percnopterus), Perdix perdix hispaniensis, viespar (Pernis apivorus), Pyrrhocorax pyrrhocorax,  cocoș de munte (Tetrao urogallus).
Pe lângă speciile protejate, pe teritoriul sitului au mai fost identificate 16 specii de păsări.